# Prosenik Peak
Der Prosenik Peak (englisch; bulgarisch връх Просеник wrach Prosenik) ist ein 2800 m hoher Berg im westantarktischen Ellsworthland. In der Sentinel Range des Ellsworthgebirges ragt er 4,75 km nordnordöstlich des Elfring Peak, 3,78 km nordöstlich des Mount Mohl, 4,12 km südsüdwestlich des Mount Tuck und 4,45 km westnordwestlich des McPherson Peak in den Doyran Heights auf. Der Thomas-Gletscher liegt südöstlich, der Hough-Gletscher ostnordöstlich von ihm.
US-amerikanische Wissenschaftler kartierten ihn 1988. Die bulgarische Kommission für Antarktische Geographische Namen benannte ihn 2011 nach der Ortschaft Prosenik im Osten Bulgariens.